# Löfstedt
Löfstedt är ett efternamn som burits av bland andra:
- Annie Löfstedt (1896–1975), svensk litteraturkritiker
- Berit Löfstedt (född 1946), svensk ombudsman och politiker
- Einar Löfstedt den äldre (1831–1889), svensk filolog
- Einar Löfstedt den yngre (1880–1955), svensk språkforskare
- Ernst Löfstedt (1893–1978), svensk germanist
- Evert Löfstedt (1910–1990), svensk filmfotograf
- Gösta Löfstedt (1911–1984), svensk ämbetsman
- Helge Löfstedt (född 1940), svensk ingenjör
- Inga Löfstedt (1910–1998), svensk germanist
- Johan Löfstedt (född 1975), svensk filmproducent och regissör
- Johan Löfstedt (bandyspelare) (född 1986), svensk bandyspelare
- Johan Löfstedt (företagare) (1849–1934), svensk företagare och donator
- Ragnar Löfstedt (född 1964), svenskamerikansk vetenskapsman
- Sofi Löfstedt (född 1980), svensk politiker
- Tom Löfstedt (född 1954), svensk seglare